# Sergej Breev
Sergej Gennad'evič Breev (in russo Сергей Геннадьевич Бреев?; Naberežnye Čelny, 22 aprile 1987) è un ex calciatore russo, di ruolo centrocampista.

## Carriera
Ha giocato nella prima divisione russa.

## Palmarès

### Club

#### Competizioni nazionali
- Pervenstvo Futbol'noj Nacional'noj Ligi: 2

Orenburg: 2015-2016, 2017-2018